# Latimerdiagram
Het Latimerdiagram of reductiepotentiaaldiagram is een eenvoudige voorstelling van de verschillende mogelijke (standaard)elektrodepotentialen van een welbepaald element. In het diagram worden de verbindingen in volgorde van aflopende oxidatietoestand (van meest positief naar meest negatief) geplaatst, gescheiden door middel van een pijl. Boven iedere pijl wordt de standaardelektrodepotentiaal (in volt) genoteerd. Soms wordt ook de oxidatietoestand van het element boven de verbinding geschreven.
Aan de hand van een Latimerdiagram kan het redoxgedrag van een bepaald element worden voorspeld. Veelal moet worden gespecificeerd of een reductie in zuur dan wel basisch milieu plaatsgrijpt. Dat kan een invloed hebben op het redoxgedrag van een element.

## Voorbeeld
Een voorbeeld is het Latimerdiagram van zuurstof in zuur milieu (pH = 0):
In zuurstofgas heeft zuurstof de hoogste oxidatietoestand (0). In water heeft het de laagste oxidatietoestand (−II). Waterstofperoxide (H2O2) is een instabiele verbinding en zal ontleden (disproportioneren) in zuurstof en water. Dit is te wijten aan de grote reductiepotentiaal rechts ervan (+1,78 V) en de kleinere oxidatiepotentiaal links ervan (−0,60 V). Deze disproportionering is spontaan, maar kinetisch gezien traag. De hoge reductiepotentiaal van waterstofperoxide naar water duidt ook aan dat waterstofperoxide een sterke oxidator is ten opzichte van water.

## Toepassingen
Een Latimerdiagram wordt onder meer gebruikt om het Frostdiagram op te stellen. Dit is in wezen een grafische voorstelling van een Latimerdiagram. Dit Frostdiagram is eenvoudiger om bepaalde instabiele verbindingen of oxidatietoestanden snel te zien. Het Latimerdiagram is daarvoor minder geschikt.